# First Lady von Bangladesch
First Lady von Bangladesh (bengalisch বাংলাদেশের ফার্স্ট লেডি) ist der inoffizielle Titel der Gattin oder des Gatten des Präsidenten von Bangladesch. Prominente frühere First Ladies waren die ehemalige Premierministerin Khaleda Zia und die ehemalige Oppositionsführerin Rowshan Ershad.
Die derzeitige First Lady ist Rebecca Sultana.
Der Titel sollte nicht verwechselt werden mit dem des Gatten/der Gattin (husband or wife) des Premierministers von Bangladesch.

## Aufgaben
Zu den Aufgaben der First Lady gehört das Empfangen ausländischer Politiker zusammen mit dem Präsidenten, Betreuung der Gatten der ausländischen Politiker, Rollenmodell zu sein für das Volk, Förderung der Politik der Regierung und öffentliche Unterstützung für die Politik der Regierung zu bewirken, sowie der Kampf für sozial-wirtschaftlichen Wandel. Rowshan Ershad ist ein gutes Beispiel dafür, die zu einer Verbesserung der Frauenrechte aufrief.

### Amtsantritt
Die First Lady übernimmt ihre Rolle und das Amt nach der Amtseinführung des Präsidenten, welcher von der Jatiya Sangsad (Nationalparlament) gewählt wird. Nach der Amtseinführung residiert sie mit ihrem Gatten im Bangabhaban.

## First Ladies
| Name                       | Amtszeit                                                       | Präsident                     | Partei                       |
| -------------------------- | -------------------------------------------------------------- | ----------------------------- | ---------------------------- |
| Sheikh Fazilatunnesa Mujib | 17. April 1971–12. Januar 1972 25. Januar 1975–15. August 1975 | Scheich Mujibur Rahman        | Awami League                 |
| Khaleda Zia                | 21. April 1977–30. Mai 1981                                    | Ziaur Rahman                  | Bangladesh Nationalist Party |
| Rowshan Ershad             | 11. Dezember 1983–6. Dezember 1990                             | Hossain Mohammad Ershad       | Jatiya Party                 |
| Hosne Ara Rahman           | 10. Oktober 1991–9. Oktober 1996                               | Abdur Rahman Biswas           | Bangladesh Nationalist Party |
| Anowara Begum              | 9. Oktober 1996–11. November 2001                              | Shahabuddin Ahmed             | Unabhängig                   |
| Hasina Warda Chowdhury     | 14. November 2001–21. Juni 2002                                | A. Q. M. Badruddoza Chowdhury | Bangladesh Nationalist Party |
| Anwara Begum               | 6. September 2002–15. Februar 2009                             | Iajuddin Ahmed                | Unabhängig                   |
| Vakanz                     | 12. Februar 2009–20. März 2013                                 | Zillur Rahman (Wittwer)       | Awami League                 |
| Rashida Hamid              | 24. April 2013–24. April 2023                                  | Abdul Hamid                   | Awami League                 |
| Rebecca Sultana            | 24. April 2023–                                                | Mohammed Shahabuddin          | Awami League                 |